# 반프리트 조약

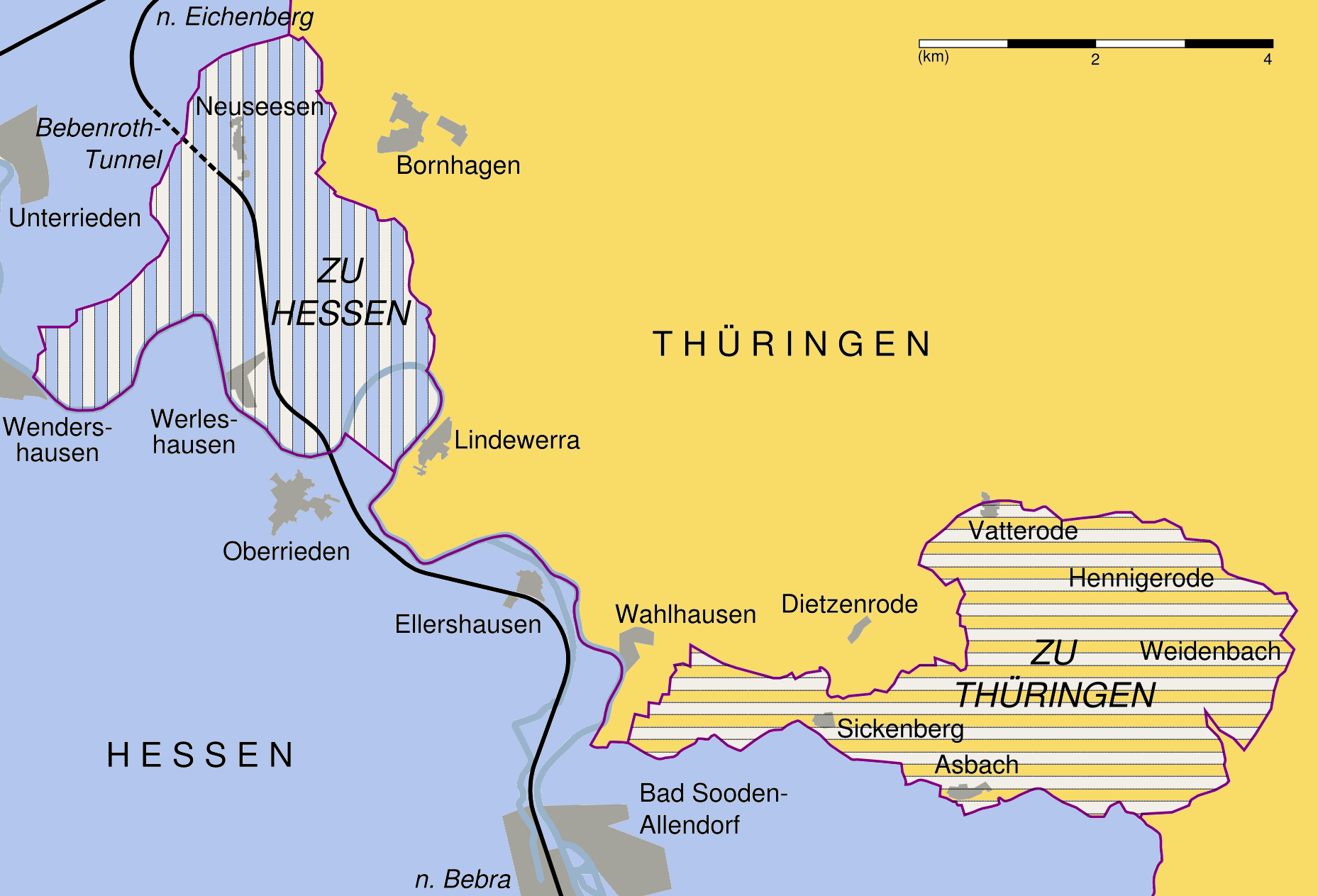
반프리트 조약에 의한 영토 교환

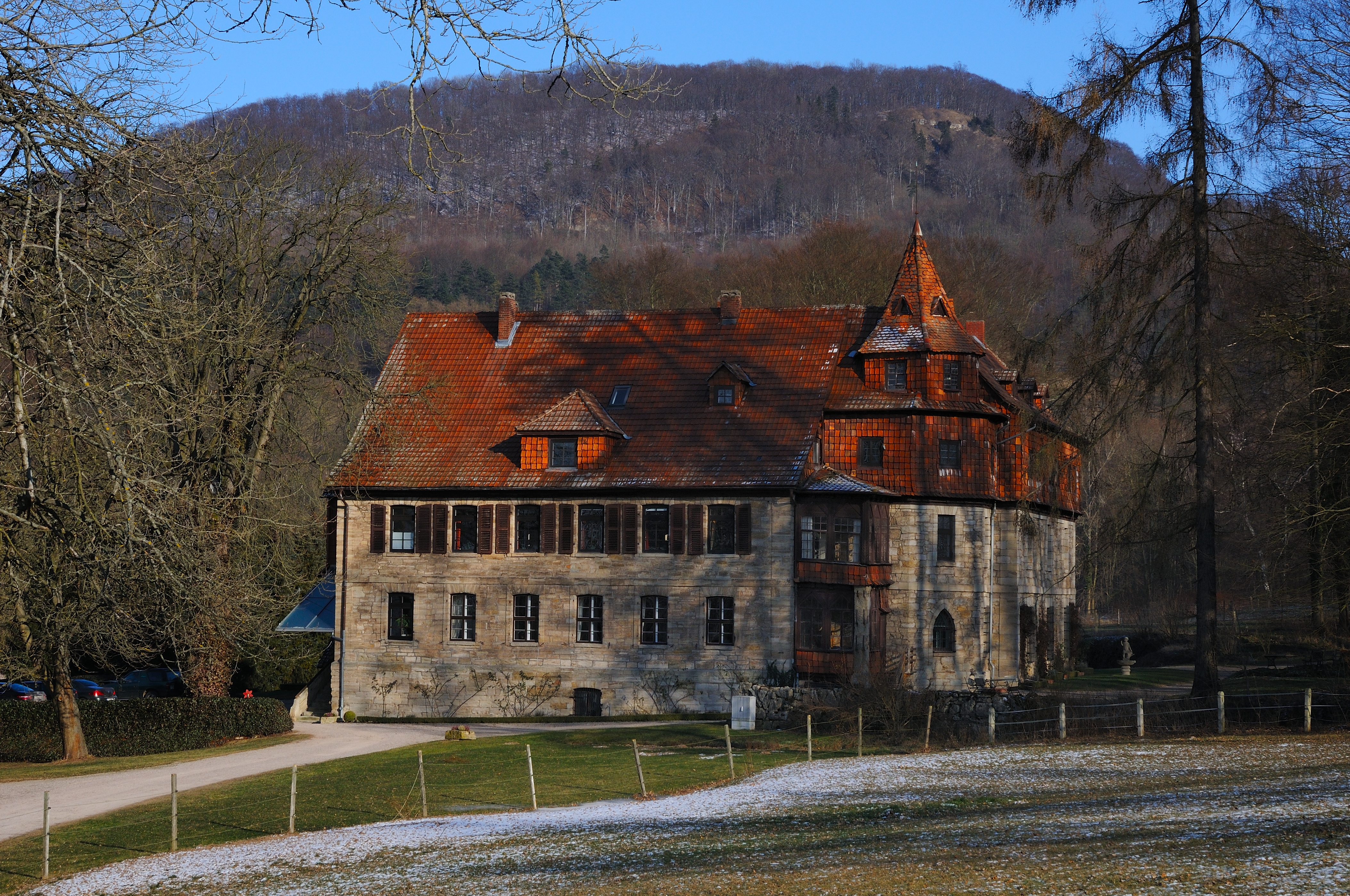
반프리트 조약이 체결된 칼크호프 바이 반프리트

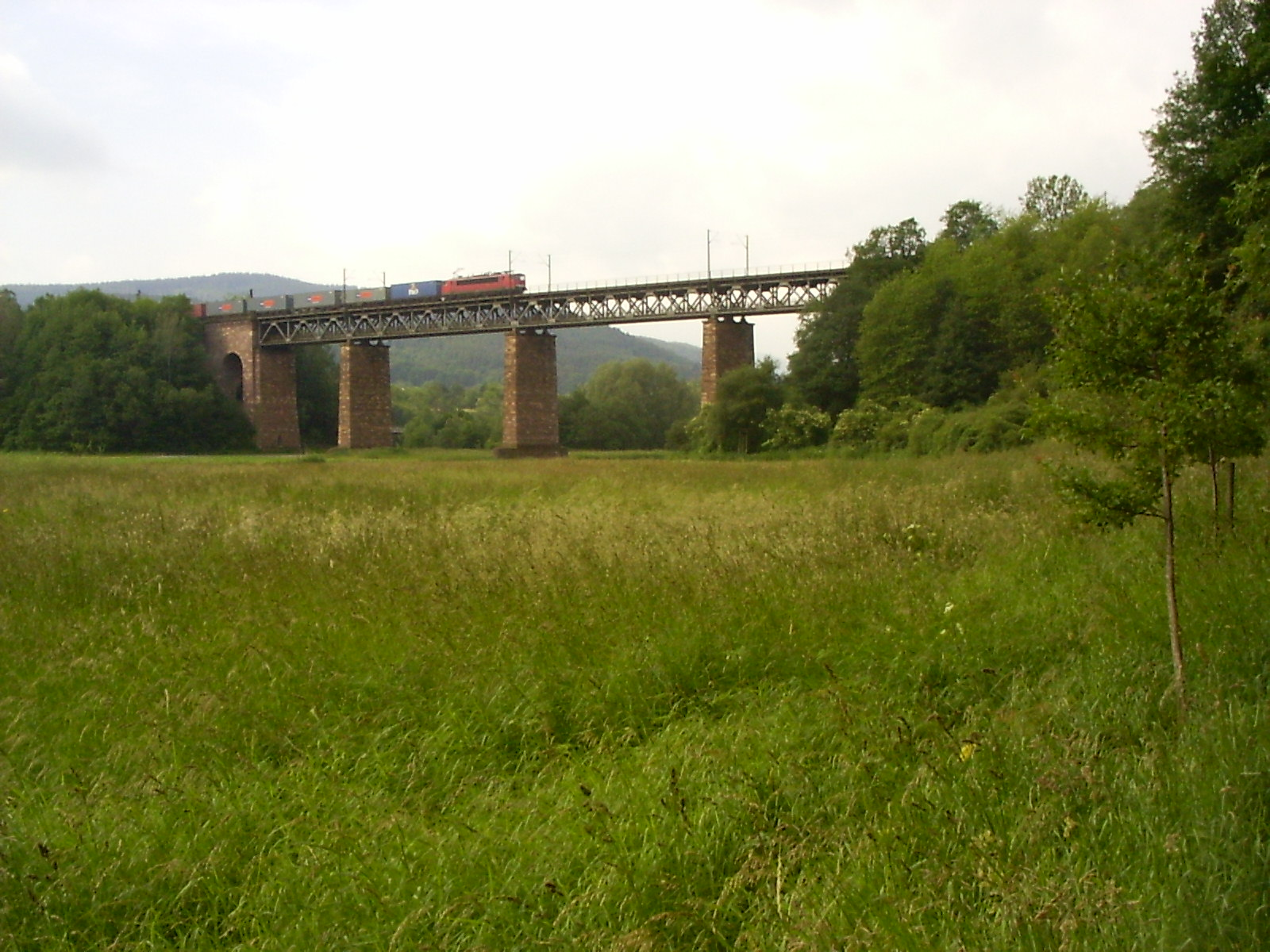
영토 교환 지역에 포함된 베를레스하우젠과 오버리덴간 철교

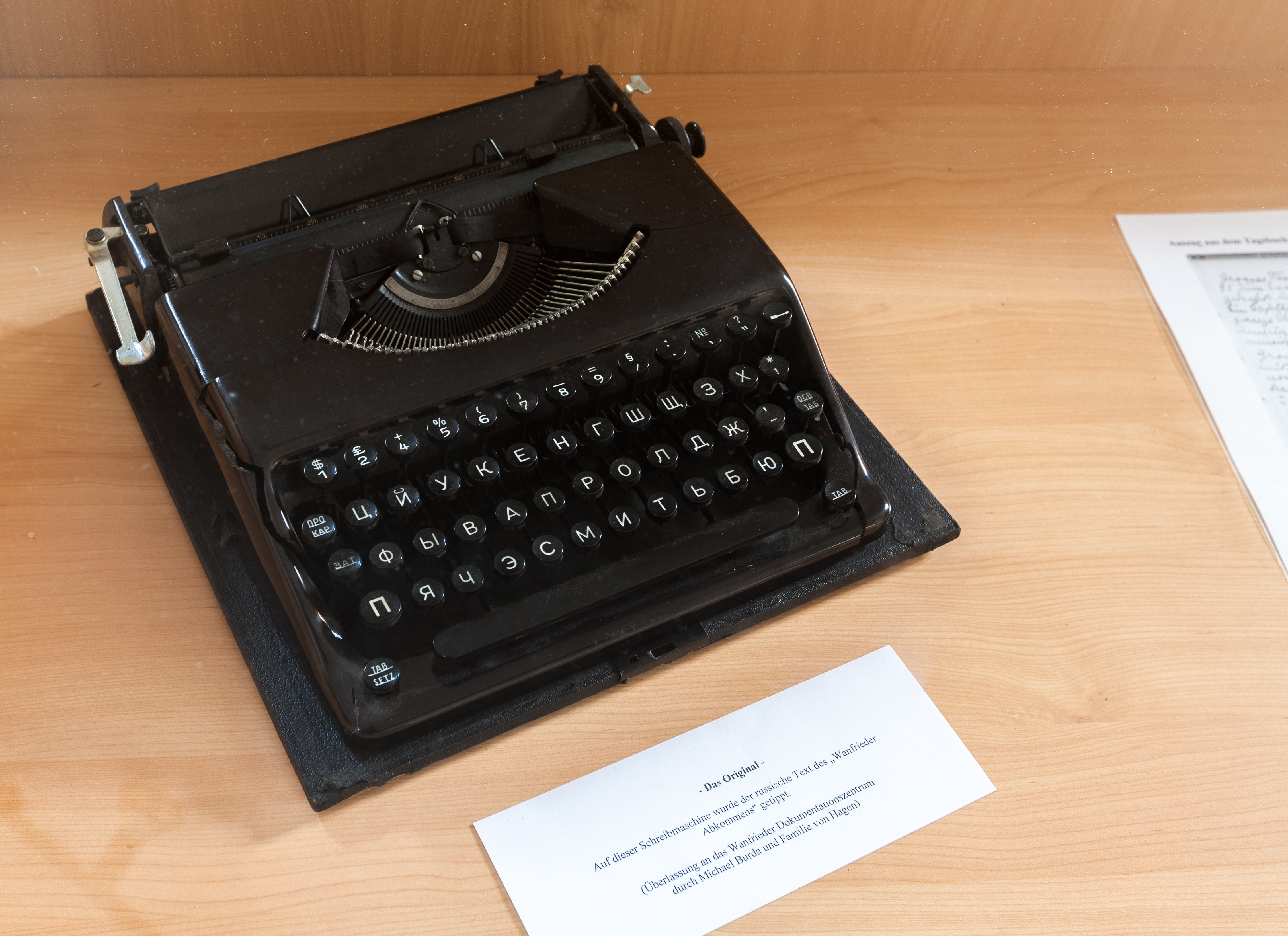
조약의 러시아어판을 작성할 때 사용한 키릴 문자 타자기

반프리트 조약(독일어: Wanfrieder Abkommen)은 제2차 세계 대전 이후인 1945년 9월 17일 군정기 독일의 미국령과 소련령 영토를 교환하는 조약이다. 철도 베브라-괴팅겐선의 일부 구간이 소련 점령 지구를 통과하기 때문에 이 조약이 체결되었다. 조약의 이름은 체결된 장소인 반프리트에서 왔다.

## 배경
과거 쿠어헤센과 튀링겐간 경계가 점령 지구간 경계로 확정된 후, 미국 점령 지구의 중요한 남북간 물자 공급선이었던 베브라-튀링겐선의 바트 조덴-알렌도르프와 아이헨베르크 지역에서 약 4 km 구간이 소련 점령 지구를 통과하게 되었다. 전쟁 피해가 복구된 이후 1945년 8월 10일부터 임시 운행이 가능했다. 그 후 소련군은 이 구간에 있었던 정거장인 베를레스하우젠역을 점거했다. 이에 따라서 미군의 보급항인 브레머하펜과 남부 독일의 미군 점령 지구간 교통이 차단되었다. 소련군은 9월 13일부터 15일까지 이 구간을 다시 차단했다. 추가적인 분쟁을 피하기 위해서 미군과 소련군은 1945년 9월 17일 영토 교환을 통한 경계선 조정에 합의했다. 영토 교환 조약은 반프리트 인근 칼크호프에서 합의되었다. 조약의 이름이 된 반프리트는 교환된 영토가 아닌 헤센 쪽 경계에서 약 25 km 남서쪽으로 떨어져 있다.
미국 측에서는 윌리엄 타데우스 섹스턴 준장, 소련 측에서는 바실리 아스칼레포프 소장이 조약에 서명했다. 조약을 체결할 때 양측에서 위스키와 보드카 한 병씩을 교환했기 때문에 새로운 국경선은 '위스키 보드카 라인'으로도 불렸다.
독일의 점령국간 영토 교환 협정은 다른 국경 지역에서도 진행되었지만, 반프리트 조약은 포츠담 협정과 동등한 승전국 간의 조약의 지위를 가지는 유일한 조약이다. 영토 교환의 결과는 시플러스그룬트 국경 박물관에 전시되어 있다.

## 교환된 영토
헤센의 비첸하우젠군의 다음 취락은 소련 점령 지구로 양도되었다. 총 인구 수는 429명, 면적은 761헥타르였다.
- 지켄베르크(Sickenberg)
- 아스바흐(Asbach)
- 바테로데(Vatterode)
- 바이덴바흐(Weidenbach)
- 헤니게로데(Hennigerode)

아이히스펠트군의 다음 취락은 미국 점령 지구로 양도되었다. 총 인구 수는 560명, 면적은 845헥타르였다.
- 노이제센(Neuseesen)
- 베를레스하우젠(Werleshausen)

조약은 협정 즉시 발효되었으며, 양도된 지역은 조약 체결 이틀 후인 1945년 9월 19일 저녁까지 점령군이 교체되어야 했다.
영토 교환을 통해서 베브라-괴팅겐선의 219.021 km부터 223.063 km 구간과 이에 속해 있는 베를레스하우젠역이 미국령이 되었다. 교환된 구간의 남쪽 끝은 오버리덴 근처 베라강을 건너는 철교이며, 북쪽 끝은 운터리덴 근처의 베벤로트 터널에 있다.

## 결과
영토 교환 지역의 인구는 그 지역에 재산을 유지한 채 계속 머물렀다.
1953년/1954년 겨울 시간표 개정 전까지 도이체 라이히스반 시간표에는 과거의 국경이 나타나 있었다. 서방 점령 지구에서는 영토 교환이 확정되었는지, 또는 측지 자료가 오래되었는지 확신하지 못했기 때문에 1950년대에 오버리덴과 아이헨베르크 사이를 서쪽으로 우회할 계획이 있었다.
동독이 건국되고 국경 장벽이 설치되면서 교환된 영토는 사실상 새로운 국가 소속으로 확정되었다. 1990년 독일 통일 이후에도 이 조약으로 변경된 국경은 조약 이전으로 복귀되지 않았다. 과거 헤센에 소속되었던 마을 5곳은 여전히 튀링겐에 속해 있으며, 과거 튀링겐에 소속되었던 마을 2곳은 여전히 헤센에 속해 있다.

## 기타 점령 영토 교환
- 1945년 11월 13일 영국과 소련 점령지를 교환하는 바버-랴첸코 조약이 체결되었다.
- 1945년 베를린의 영국 점령지와 근교 소련 점령지의 영토를 교환하는 협정이 체결되었다. 슈타켄의 일부를 소련에 양도하고, 그로스글리니케, 엥겔스펠데를 영국에 양도했다.
- 1945년 6월 23일 블랑켄부르크, 하셀펠데, 슈티게를 포함한 블랑켄부르크군의 동부 지역이 소련으로 양도되었고 그라프샤프트 호엔슈타인군에 인접한 바트작사, 테텐보른이 영국으로 양도되었다.[4](1945년 하르츠 영토 교환)
- 1945년 9월 1일 영국과 소련은 점령지간 경계를 직선화하기 위해서 타이스퉁겐 근처 페르데베르크와 린덴베르크 사이, 에클링게로데와 푸어바흐 사이의 거주자가 없는 영토를 교환했다.[5]
- 영국과 소련 점령지간 경계가 베센하우젠 저택 중간을 통과했기 때문에 근처 경계가 조정되었다.

## 참고 문헌
- Ansbert Baumann: Thüringische Hessen und hessische Thüringer. Das Wanfrieder Abkommen vom 17. September 1945 wirkt bis heute nach. In: Deutschland-Archiv. In: Zeitschrift für das vereinigte Deutschland. Bertelsmann, Bielefeld 37.2004, Heft 6, S. 1000–1005, ISSN 0012-1428.
- Ansbert Baumann: Das Wanfrieder Abkommen vom 17. September 1945 (= Thüringen. Blätter zur Landeskunde, Nr. 55). Landeszentrale für politische Bildung Thüringen, Erfurt 2005, acht Seiten.
- Artur Künzel: Beiträge zur jüngsten Geschichte der Stadt Witzenhausen. In: Schriften des Werratalvereins Witzenhausen. Witzenhausen 1981, 4, S. 28–36.
- . ISBN 3-88255-829-6. |제목=이(가) 없거나 비었음 (도움말)
- Josef Keppler: Wanfrieder Abkommen ohne Whisky und Wodka. Zum Gebiets- und Bevölkerungsaustausch im westlichen Eichsfeld im Jahr 1945. In: Eichsfeld-Jahrbuch 18 (2010), S. 183–198.
- Text Wanfrieder Abkommen auf Werleshausen.de
- Agreement (with annexed map) relating to boundary changes between the United States and the Soviet zones of occupation in Germany. Signed at Wanfried, on 17 September 1945. In: United Nations Treaty Collection. United Nations, 1956, S. 357–363, archiviert vom Original; abgerufen am 10. August 2020 (englisch, Englischer und russischer Text des Wanfrieder Abkommens).
- Grenzmuseum Schifflersgrund, befindet sich auf vom Wanfrieder Abkommen betroffenen Boden und erinnert daran.
- Dokumente und Bilder zum Wanfrieder Abkommen